# Anne Ubersfeld
Anne Ubersfeld, née le 4 juin 1918 à Besançon et morte le 28 octobre 2010 à Paris, est une historienne française du théâtre.

## Biographie
Anne Edwige (ou Annie) Ubersfeld naît en 1918 à Besançon dans une famille juive d'origine polonaise. Elle est instruite par sa mère et des professeurs à domicile jusqu'à la classe de 4ème puis obtient un Prix au Concours général en allemand, ainsi qu'une mention bien au baccalauréat.
En 1938, elle réussit le concours littéraire de l'École normale supérieure. À la rentrée 1940, elle commence à préparer l'agrégation de lettres, préparation qu'elle poursuit après le vote en octobre d'un statut des Juifs qui l'aurait privée de tout poste à l'université,. En février 1941, le ministre de l’Éducation nationale Jacques Chevalier interdit aux Juifs la préparation de l'agrégation ; Ubersfeld décide alors de s'inscrire en droit, avant de s'installer à Lyon l'année suivante. Elle  rejoint la résistance FFI en tant qu'agent de liaison et de convoiement pour Paris et la région Lyon-Annecy-Vercors et adhère au Parti communiste. Elle intègre l'armée française à la libération, en devenant adjudant-chef au service de presse du ministère de la Guerre. En 1944, elle démissionne pour passer une session spéciale de l'agrégation de lettres, réservée aux candidats n'ayant pas pu concourir les années précédentes,.
Elle enseigne dans les lycées Jeanne-d'Arc à Rouen puis Claude-Monet à Paris, où elle crée avec ses élèves de petites troupes de théâtre, jouant Molière, Marivaux, Alfred de Musset et Jean Giraudoux. À partir de 1973, elle enseigne à l'Université Paris III, au sein de l'Institut d'études théâtrales, fondé en 1959 par Jacques Scherer et publie en 1974, sa thèse, Le Roi et le Bouffon, consacrée à l'œuvre théâtrale de Victor Hugo entre 1830 et 1839.
Elle analyse et théorise le théâtre en s'inspirant de plusieurs méthodes ou courants de pensée, comme la linguistique, la sémiologie ou la psychanalyse. Son livre Lire le théâtre, paru en 1977 et traduit en dix langues, devient un ouvrage de référence.
Divorcée en 1948 de Sacha Feinberg, elle se remarie ensuite avec François Maille.

## Ouvrages
- Le Roi et le Bouffon, 1974.
- Lire le théâtre, Éditions sociales, 1977  (ISBN 2209052416) (nombreuses rééditions et traductions).
- L'École du spectateur, Temps actuels, collection « Sciences Humaines », 1981  (ISBN 978-2209054107).
- Paroles de Hugo, Messidor Scandéditions, collection « Problèmes », 1985  (ISBN 2209056640).
- Le Roman d'Hernani, illustrations de Noëlle Guibert, Mercure de France, collection « Albums beaux livres », 1985  (ISBN 2715202199).
- Lire "Les Misérables", José Corti, 1985  (ISBN 2714300863).
- Antoine Vitez : Metteur en scène et poète, L'Avant-Scène Théâtre, collection « Mémoire du théâtre », 1994  (ISBN 978-2907468497).
- Les termes clés de l'analyse du théâtre, Éditions du Seuil, collection « Mémo », 1996  (ISBN 978-2020229555) ; Éditions du Seuil, collection « Points Essais », 1996  (ISBN 978-2-7578-4430-4).
- Le drame romantique, Éditions Belin, « Belin Sup », 1993  (ISBN 978-2701114354).
- Antoine Vitez, Nathan Université, collection « Arts du spectacle », 1999  (ISBN 978-2091910406).
- Bernard-Marie Koltès, Actes Sud, collection « Apprendre », 1999  (ISBN 978-2742737796) (réédition 2001, collection « Papiers »).
- Théophile Gautier, Stock, collection « Essais Documents », 2001  (ISBN 978-2234025158).
- Paul Claudel, poète du XXe siècle, Actes Sud, collection « Apprendre », 2005  (ISBN 978-2742753130).
- Galions engloutis, textes réunis par Pierre Frantz, Isabelle Moindrot et Florence Naugrette, avant-propos de Michel Vinaver et de Jean-Marie Villégier, Presses Universitaires de Rennes, collection « Le Spectaculaire », 2011  (ISBN 978-2753514010).

Ouvrages collectifs ou participations
- Pierre Abraham (dir.), Roland Desné (dir. et coordinateur), Annie Ubersfeld (coordination) et al., Histoire littéraire de la France : De 1600 à 1715, t. II, Paris, Les Éditions sociales, 1966, 496 p..
- Hugo le fabuleux (actes de colloques), Robert Laffont, 1985  (ISBN 2221048881).
- La Formation aux metiers du spectacle en Europe occidentale : enquete et dossiers, Klincksieck, collection « Théâtre d'aujourd'hui », 2000  (ISBN 978-2252026120).

Commentaires d'œuvres
- Lorenzaccio, LGF - Livre de Poche, collection « Classiques », 1986  (ISBN 978-2253039877).
- Œuvres complètes de Victor Hugo : Théâtre, tome 1, Laffont, collection « Bouquins », 2002  (ISBN 978-2221096772).

## Distinctions
- Croix du combattant volontaire de la Seconde Guerre mondiale[6].
- Commandeur des Arts et des Lettres.